# Martin de Knijff

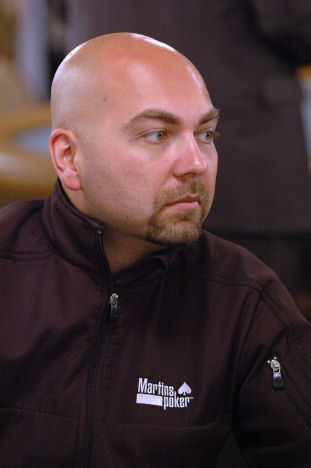
de Knijff under WSOP 2006.

Martin de Knijff, född 2 oktober 1972 i Göteborg, är en av Sveriges mest internationellt kända pokerspelare. En av tre initiativtagare till Svenska Pokerförbundet och tidningen Poker Magazine. Hans smeknamn Kniven används ofta i pokerkretsar.
År 2004 vann han WPT Championship, som är en av världens största och mest prestigefyllda tävlingar.